# Nägele & Strubell

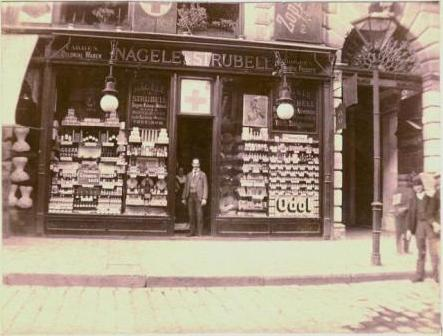
Nägele & Strubell am Wiener Graben 27 (1880)

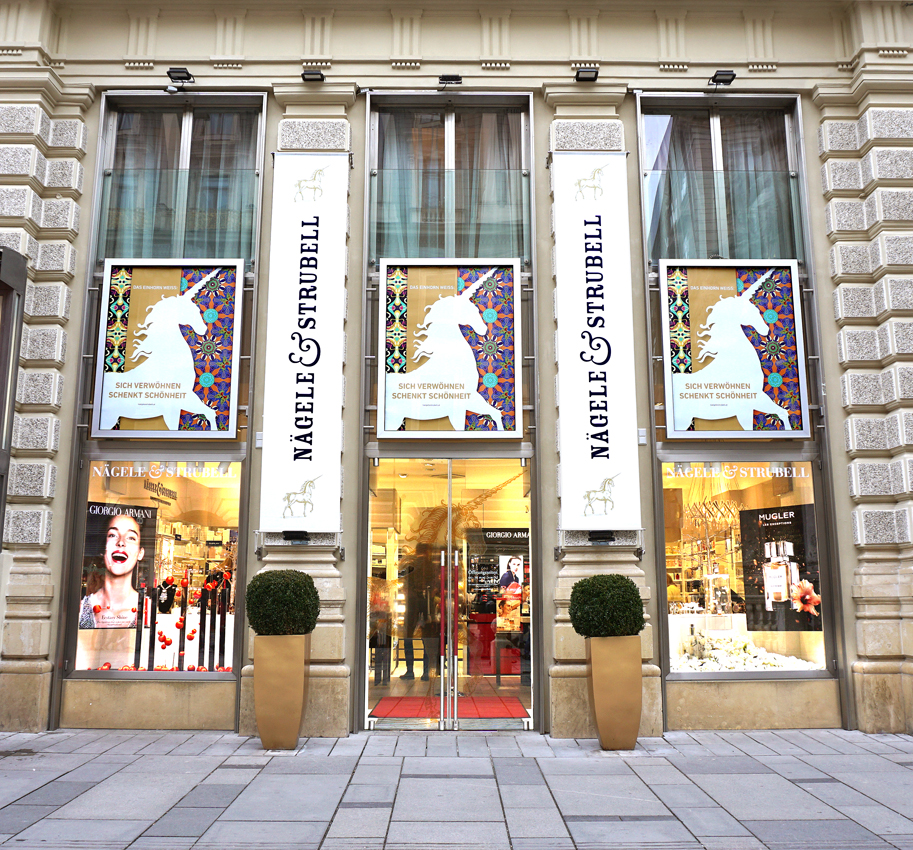
Das Geschäft am Graben 27 (2018)

Nägele & Strubell ist eine österreichische Parfümeriekette mit 17 Filialen.

## Geschichte
Am 15. Oktober 1880 gründeten August Nägele und Moritz Richard Strubell in Wien die Gemischtwarenhandlung zum Verschleiß von Parfümerie- und Drogeriewaren „Zum Genfer Kreuz“ am Graben 27, in der beide als Gesellschafter fungierten. Das war die Geburtsstunde der Parfümerie „Nägele & Strubell“. Die beiden erkannten bald die Liebe der Wienerinnen zum Luxus und begannen Parfums aus Frankreich zu importieren. Aber sie schufen auch eigene Duftkreationen, abgefüllt in Kristallflakons. Diese trugen den Namen: „Treffe Eclate“, „Reseda“ und „Rose Marechal“. Die evangelische Familie Nägele war aus Glaubensgründen aus Nürnberg in Bayern in das religiös tolerantere Österreich ausgewandert.
Zu Beginn des 20. Jahrhunderts, anno 1904, übernahm Richard Prandstetter, der 30-jährige Neffe von Herrn Nägele, das Unternehmen, welches zu dieser Zeit noch den Namen „Nägele & Strubell, Zum Genfer Kreuz“ führte.
Nachdem er den Gesellschafter Strubell ausbezahlt hatte und auch das Geschäft vollkommen umbaute, führte er das immer mehr an Bedeutung gewinnende Unternehmen als Alleininhaber.
Aufgrund der Tatsache, dass zu dieser Zeit nicht wenige der großen französischen Parfümbetriebe eine eigene Importvertretung in Österreich-Ungarn hatten, importierte Nägele & Strubell selbst sowohl fertige Parfüms als auch Parfümessenzen und starteten eine eigene Parfümerzeugung. Das hauseigene Cologne wurde auch in Heimito von Doderers Roman „Strudlhofstiege“ erwähnt. Nägele & Strubell engagierten sich sowohl im Einzelhandel als auch im Großhandel.
Als Nägele & Strubell zum k.u.k. Hoflieferanten ernannt wurde, zog es auch die besten Kreise der Aristokratie dorthin. Nägele & Strubell konnte seinen Kundenkreis laufend durch exklusive Produkte und außergewöhnlichen Service erweitern. Beispielsweise durch den damals schon gut ausgebauten Postversand, konnte sich die reiche Wiener Gesellschaft ihre Cremes, Puder und Parfüms auch gleich direkt zu ihren Landsitzen schicken lassen. Hierfür wurden regelmäßig umfangreich bebilderte Preislisten an die Kunden ausgeschickt, welches eine in damaliger Zeit noch sehr seltene Gepflogenheit war.

Preisliste von Nägele & Strubell aus dem Jahr 1906

Nach dem Zusammenbruch der Donaumonarchie und mit der Weltwirtschaftskrise sattelte die Firma auf den Drogeriebereich um und die Umsätze stiegen mit der Zeit deutlich. Nach dem Tod von Richard Prandstetter im Jahr 1939 ging der Betrieb an seine Tochter Edith über. Sie manövrierte das Unternehmen durch die harten Kriegs- und Nachkriegsjahre.
Im Jahr 1950 wurde ein Generalumbau vorgenommen, mit dem die letzten Spuren des Krieges beseitigt wurden. Langsam stieg auch wieder durch den Wirtschaftsaufschwung das Interesse an Luxusgütern in der Bevölkerung. 1967 trat der Sohn Peter Piet Payer als Gesellschafter in die Firma ein. Nach seinem Eintritt ins Unternehmen „Nägele & Strubell“ wurde das Geschäft neuerlich umgebaut und die Firma wieder als Parfümerie etabliert.
Im Jahr 1994 verkaufte die Familie Payer das Unternehmen. Unter der Leitung der Wiener Familie Oelschlägel hat sich das Unternehmen auf ganz Österreich ausgebreitet. Es gibt fünf Filialen in Wien, zwei in Salzburg, sowie jeweils eine Filiale in Linz, Graz, Klagenfurt, Villach und Innsbruck. Weiters gehören in Wien die Spezialparfümerie „Le Parfum“ und vier Parfümerien Antos zum Unternehmen.
2016 wurde das Portfolio mit dem bereits in Deutschland etablierten Onlineshop „AusLiebeZumDuft“ als Partner erweitert. Seit 2017 ist die Firma auch in der Schweiz mit der neuen Tochtergesellschaft Parfumerie „Hyazinth“ tätig.